# Théâtre antique de Vienne
Le Théâtre antique de Vienne (Isère) a été édifié au Ier siècle de l'ère chrétienne en plusieurs étapes.
Le Théâtre antique de Vienne fait l’objet d’un classement au titre des monuments historiques par la liste de 1840. Il est un des cinq musées ou site de la ville de Vienne avec le Musée des Beaux-Arts et d'Archéologie, le Musée de l'industrie textile le Musée Saint-Pierre, et le cloître Saint-André-le-Bas).

## Emplacement
Le théâtre est situé sur la parcelle cadastrale AZ115, au numéro 7, rue du Cirque.

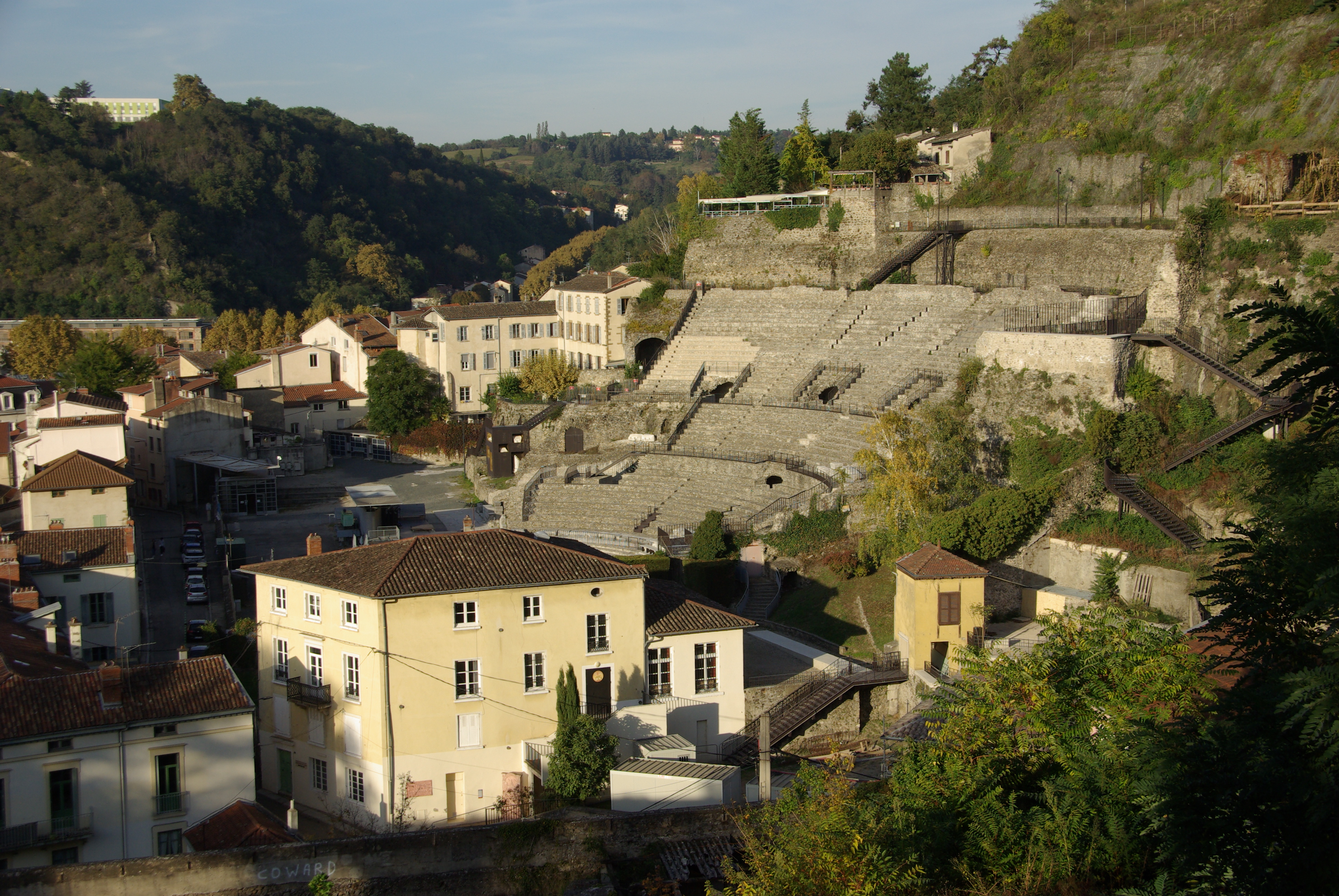

## Historique
Le théâtre est à l'est du forum.

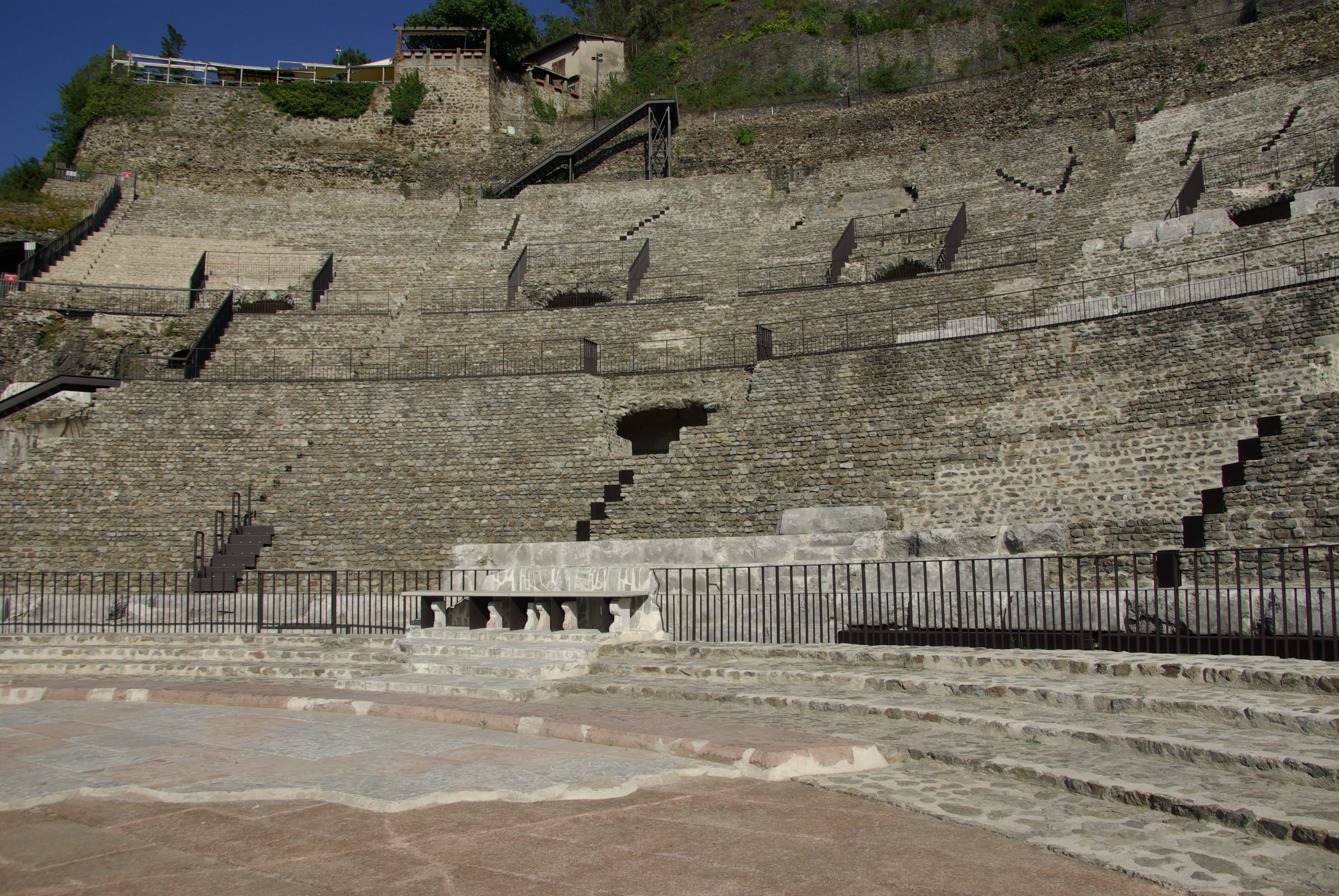
Vue depuis la scène

La cavea ancrée à la colline de Pipet qui domine la ville est ouverte à l'ouest. Elle comporte 30 gradins pour le mænianum supérieur, séparé par un mur haut de 1,5 m des 12 gradins du mænianum inférieur (hauts de 0,45 m et profond de 0,91 en blocs de calcaire reposant sur une maçonnerie ou sur le rocher aménagé).
Un balteus de 0,88 m les sépare de l'orchestra. Une partie de ce dernier et de ces 4 gradins a conservé son revêtement de marbre. Ces gradins supportaient des sièges de marbre à pieds de griffon
Le pulpitum était décoré d'animaux en bas-relief. Espérandieu décrit des fragments sculptés de captifs enchaînés et de victoire ailées, trouvés en remploi au palais archi-épiscopal (place des Capucins); pourraient-ils appartenir au mur de scène du théâtre?
Il a un diamètre de 130 m (nord-sud) à l'arc externe de la galerie supérieure. Des reconnaissances dans la partie nord-ouest en 1991 ont montré que toute la partie plane à l'ouest de la cavea est fondée sur un immense massif de maçonnerie compris entre des murs fondés au rocher. Cela permet de restituer au théâtre un axe est-ouest d'au moins 79 m (86 si on place la limite à la terrasse actuelle). Il était surmonté d'une terrasse ornée d'un portique. Les quelques pans d'architrave, de corniches, de pavements de fûts de colonnes colorées donnent une idée du luse dans lequel devaient baigner les acteurs et les spectateurs d'autrefois.
Identifié comme amphithéâtre, il est redécouvert en 1908, les travaux de dégagement sont entrepris en 1922 par Jules Formigé, architecte des monuments historiques, il a été inauguré en 1938 par le président de la République Lebrun. Aujourd'hui, ses 46 gradins ont une capacité d'environ 8 à 9 000 spectateurs.

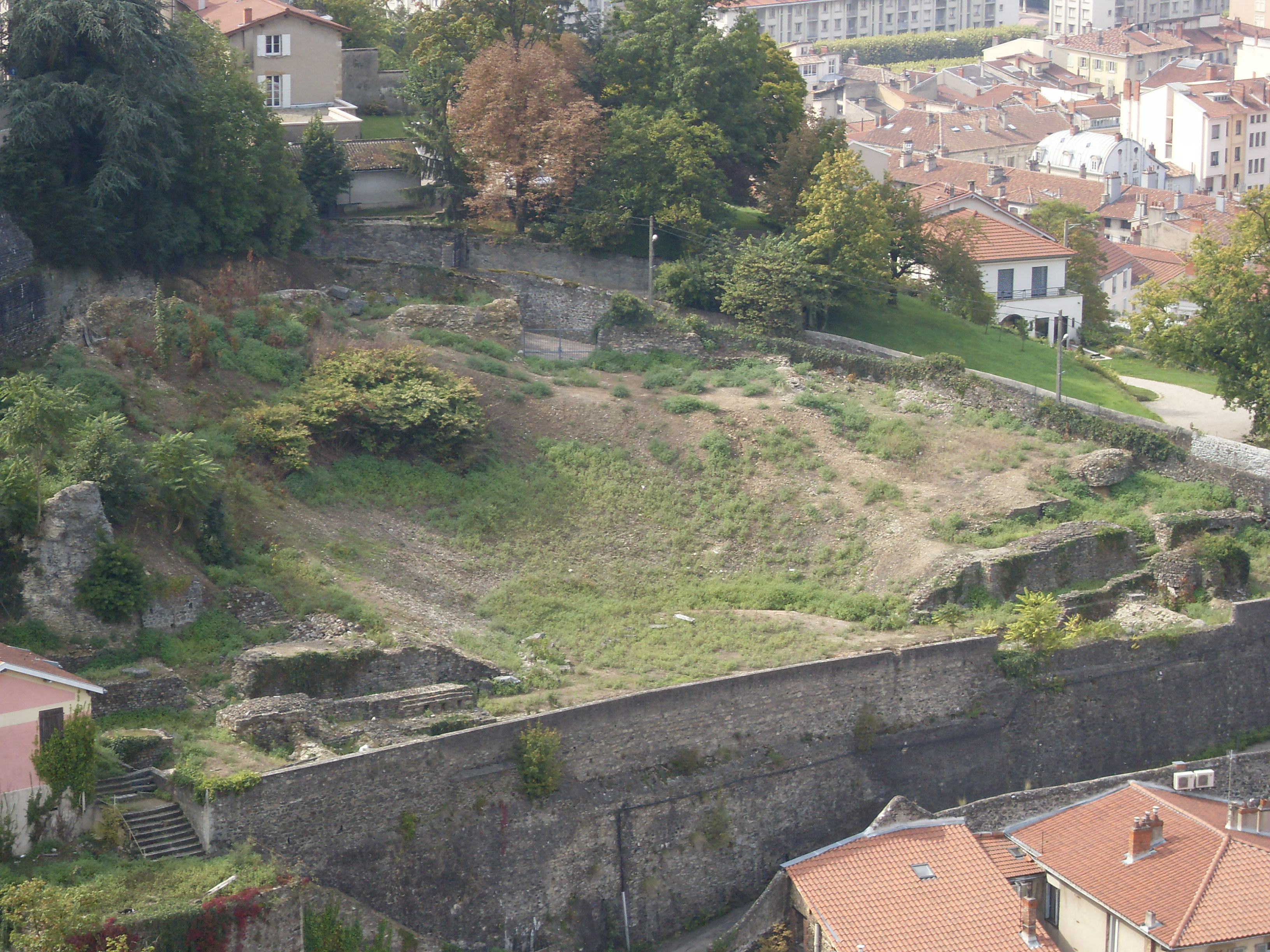
Ruines de l'odéon

Il forme avec l'odéon un couple archéologique remarquable, rare dans le monde romain. En Gaule, seules Lugdunum et Valence possèdent également un théâtre accompagné d’un odéon. L'odéon de Vienne est l'un des rares du monde antique où un fragment d'inscription monumentale mentionne le terme latin odeum (conservé dans les collections des musées de Vienne). Il n'est pas accessible au public.
En revanche le théâtre antique se visite.
Dans l'antiquité, il était fermé par un mur de scène comparable à celui d'Orange. Il pouvait accueillir jusqu'à 11 à 14 000 spectateurs et était le troisième plus grand de Gaule après ceux d'Autun et de Mandeure. À ce titre, il était l'un des plus grands du monde romain. Des éléments du décor du mur de scène et du pulpitum sont conservés.
Le théâtre antique est inscrit dans le cadre du Plan Patrimoine engagé par la Ville de Vienne depuis 2006. Des travaux de restauration des systèmes d'écoulement des eaux ont été menés à bien. Depuis début 2013, une étude de valorisation a été lancée dont l'objectif serait de retrouver quelques centaines de places supplémentaires.

## Culture et animations
Depuis 1981, chaque année de fin juin à mi-juillet, s'y déroule le festival Jazz à Vienne.

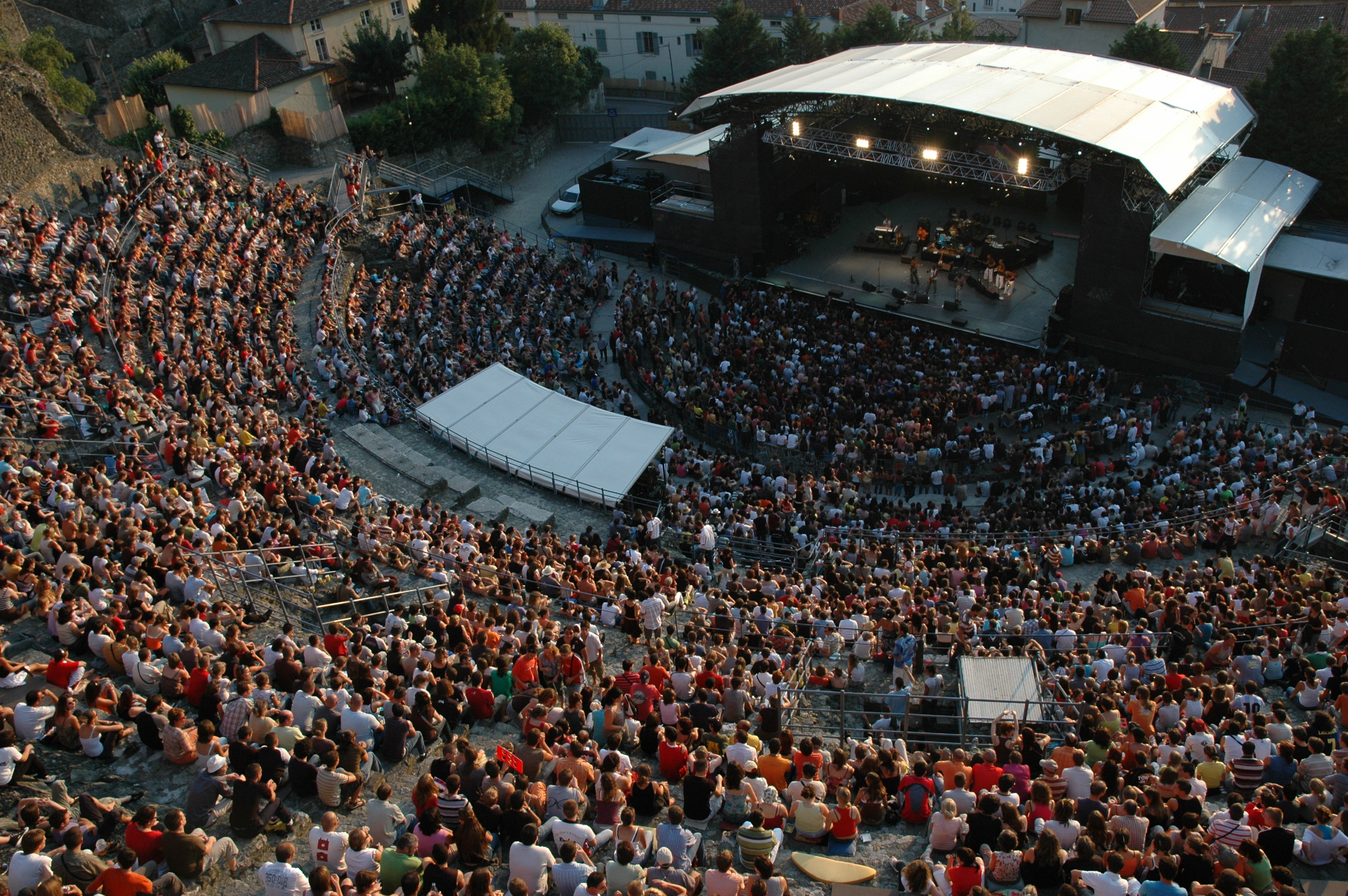
Le théâtre de Vienne aménagé pour recevoir le concert de Tryo.
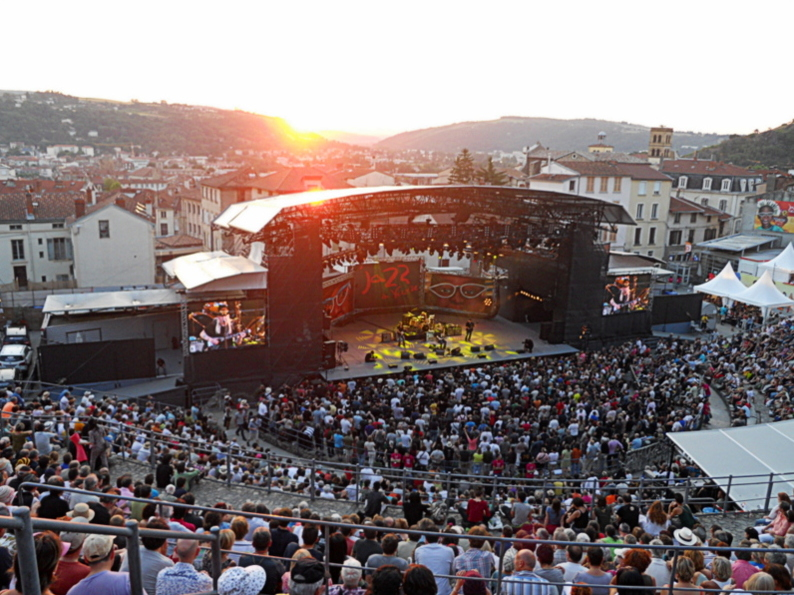
Johnny Winter au théâtre antique de Vienne en juillet 2013.

- Le 21 juillet 2016, Johnny Hallyday donne son 90e et dernier concert de la tournée Rester Vivant Tour qui est  en même temps son dernier concert solo.